# Bezirk Auce
Der Bezirk Auce (Auces novads) war ein Bezirk im Süden Lettlands an der Grenze zu Litauen in der historischen Region Zemgale, der von 2009 bis 2021 existierte. Bei der Verwaltungsreform 2021 wurde der Bezirk aufgelöst, seine Gemeinden gehören seitdem zum Bezirk Dobele.

## Geographie
Das ländlich geprägte Gebiet befindet sich an der litauischen Staatsgrenze. Die Bahnlinie nach Mažeika durchquert das Gebiet in west-östlicher Richtung.

## Bevölkerung
Der Bezirk bestand aus den 5 Gemeinden (pagasts) Bēne, Īle, Lielauce, Ukri, Vītiņi sowie dem Verwaltungszentrum Auce. 8564 Einwohner lebten 2010 im Bezirk Auce.

## Nachweise
1. ↑  Vides aizsardzības un reģionālās attīstības ministrija (Ministerium für Naturschutz und Regionalentwicklung), Karten und Auflistung der Verwaltungseinheiten, abgerufen am 17. Juli 2021